# Mont Cyllène
Pour les articles homonymes, voir Cyllène.
Le mont Cyllène (en grec ancien : Κυλλήνη / Kyllếnê) ou mont Zíria (Ζήρια) est l'une des hautes montagnes du Péloponnèse (2 374 m), en Corinthie. Son nom vient de la naïade Cyllène.
C'est là que Maïa donna naissance à Hermès,. Il avait à son sommet un temple dédié à Hermès. L'adjectif « cyllénien » est l'une des épithètes du dieu, et les poètes grecs et romains appellent souvent la lyre « cyllénienne », pour rappeler qu'elle est son invention.